# Éric Bernard
Éric Bernard (ur. 24 sierpnia 1964 w Martigues) – były kierowca Formuły 1, jeździł samochodami Ligier, Larrousse i Lotus.
Karierę zaczął od gokartów w 1976 i w ciągu kolejnych siedmiu lat zdobył 4 tytuły we Francji. W 1983 roku uczył się jeździć w Paul Ricard. Rok później startował już w Formule Renault, pierwszy sezon ukończył na szóstej pozycji, w kolejnym był pierwszy. Sezon 1986 spędził we Francuskiej Formule 3. W Formule 1 zadebiutował w 1989 roku w barwach Larrousse podczas GP Francji.

## Wyniki w Formule 1
| Legenda oznaczeń w tabelach wyników Wyświetl szablon na nowej stronie | Legenda oznaczeń w tabelach wyników Wyświetl szablon na nowej stronie                                                                     |
| Oznaczenie                                                            | Wyjaśnienie |
| --------------------------------------------------------------------- | --- |
| Złoty                                                                 | Zwycięzca lub mistrzostwo |
| Srebrny                                                               | 2. miejsce lub wicemistrzostwo |
| Brązowy                                                               | 3. miejsce lub II wicemistrzostwo |
| Zielony                                                               | Ukończył, punktował (w klasyfikacji generalnej, gdy zdobył co najmniej jeden punkt na przestrzeni sezonu, poza trzema powyższymi opcjami) |
| Niebieski                                                             | Ukończył, nie punktował (w klasyfikacji generalnej, gdy nie zdobył co najmniej jednego punktu na przestrzeni sezonu)                      |
| Czerwony                                                              | Nie zakwalifikował się (NZ) |
| Czerwony                                                              | Nie prekwalifikował się (NPK) |
| Różowy                                                                | Nie ukończył (NU) |
| Różowy                                                                | Niesklasyfikowany (NS) (w klasyfikacji generalnej, gdy nie został sklasyfikowany w żadnym wyścigu sezonu)                                 |
| Czarny                                                                | Zdyskwalifikowany (DK) |
| Czarny                                                                | Wykluczony (WYK/EX) |
| Biały                                                                 | Nie wystartował (NW) |
| Biały                                                                 | Kontuzjowany (K/INJ) |
| Biały                                                                 | Wyścig odwołany (OD/C) |
| Bez koloru                                                            | Został wycofany (WYC/WD) |
| Bez koloru                                                            | Nie przybył (NP/DNA) |
| Bez koloru                                                            | Nie brał udziału w treningach (NT/DNP) |
| Bez koloru                                                            | Nie został zgłoszony (–) |
| Pogrubienie                                                           | Start z pole position |
| Kursywa                                                               | Najszybsze okrążenie wyścigu |
| †                                                                     | Nie ukończył, ale jego rezultat został zaliczony ze względu na przejechanie więcej niż 90% dystansu wyścigu.                              |
| *                                                                     | Sezon w trakcie |
| 1/2/3                                                                 | Punktowana pozycja w sprincie kwalifikacyjnym                                                                                             |
| Lista systemów punktacji Formuły 1                                    | |

| Rok  | Zespół                 | Samochód     | Silnik                        | Wyniki w poszczególnych eliminacjach | Wyniki w poszczególnych eliminacjach | Wyniki w poszczególnych eliminacjach | Wyniki w poszczególnych eliminacjach | Wyniki w poszczególnych eliminacjach | Wyniki w poszczególnych eliminacjach | Wyniki w poszczególnych eliminacjach | Wyniki w poszczególnych eliminacjach | Wyniki w poszczególnych eliminacjach | Wyniki w poszczególnych eliminacjach | Wyniki w poszczególnych eliminacjach | Wyniki w poszczególnych eliminacjach | Wyniki w poszczególnych eliminacjach | Wyniki w poszczególnych eliminacjach | Wyniki w poszczególnych eliminacjach | Wyniki w poszczególnych eliminacjach | Pkt. | Msc. |
| ---- | ---------------------- | ------------ | ----------------------------- | ------------------------------------ | ------------------------------------ | ------------------------------------ | ------------------------------------ | ------------------------------------ | ------------------------------------ | ------------------------------------ | ------------------------------------ | ------------------------------------ | ------------------------------------ | ------------------------------------ | ------------------------------------ | ------------------------------------ | ------------------------------------ | ------------------------------------ | ------------------------------------ | ---- | ---- |
| 1989 |                        |              |                               | Brazylia                             | San Marino                           | Monako                               | Meksyk                               | Stany Zjednoczone                    | Kanada                               | Francja                              | Wielka Brytania                      | Niemcy                               | Węgry                                | Belgia                               | Włochy                               | Portugalia                           | Hiszpania                            | Japonia                              | Australia                            | 0    | 31   |
| 1989 | Equipe Larrousse       | Lola LC89    | Lamborghini 3512 3,5 V12      | -                                    | -                                    | -                                    | -                                    | -                                    | -                                    | 11                                   | NU                                   | -                                    | -                                    | -                                    | -                                    | -                                    | -                                    | -                                    | -                                    | 0    | 31   |
| 1990 |                        |              |                               | Stany Zjednoczone                    | Brazylia                             | San Marino                           | Monako                               | Kanada                               | Meksyk                               | Francja                              | Wielka Brytania                      | Niemcy                               | Węgry                                | Belgia                               | Włochy                               | Portugalia                           | Hiszpania                            | Japonia                              | Australia                            | 5    | 13   |
| 1990 | Espo Larrousse F1      | Lola LC89B   | Lamborghini 3512 3,5 V12      | 8                                    | NU                                   | -                                    | -                                    | -                                    | -                                    | -                                    | -                                    | -                                    | -                                    | -                                    | -                                    | -                                    | -                                    | -                                    | -                                    | 5    | 13   |
| 1990 | Espo Larrousse F1      | Lola LC90    | Lamborghini 3512 3,5 V12      | -                                    | -                                    | 13                                   | 6                                    | 9                                    | NU                                   | 8                                    | 4                                    | NU                                   | 6                                    | 9                                    | NU                                   | NU                                   | NU                                   | NU                                   | NU                                   | 5    | 13   |
| 1991 |                        |              |                               | Stany Zjednoczone                    | Brazylia                             | San Marino                           | Monako                               | Kanada                               | Meksyk                               | Francja                              | Wielka Brytania                      | Niemcy                               | Węgry                                | Belgia                               | Włochy                               | Portugalia                           | Hiszpania                            | Japonia                              | Australia                            | 1    | 31   |
| 1991 | Larrousse F1           | Lola LC91    | Ford DFR 3,5 V8               | NU                                   | NU                                   | NU                                   | 9                                    | NU                                   | 6                                    | NU                                   | NU                                   | NU                                   | NU                                   | NU                                   | NU                                   | NZ                                   | NU                                   | NZ                                   | -                                    | 1    | 31   |
| 1994 |                        |              |                               | Brazylia                             |                                      | San Marino                           | Monako                               | Hiszpania                            | Kanada                               | Francja                              | Wielka Brytania                      | Niemcy                               | Węgry                                | Belgia                               | Włochy                               | Portugalia                           | Unia Europejska                      | Japonia                              | Australia                            | 4    | 18   |
| 1994 | Ligier Gitanes Blondes | Ligier JS39B | Renault RS6 3,5 V10           | NU                                   | 10                                   | 12                                   | NU                                   | 8                                    | 13                                   | NU                                   | 13                                   | 3                                    | 10                                   | 10                                   | 7                                    | 10                                   | -                                    | -                                    | -                                    | 4    | 18   |
| 1994 | Team Lotus             | Lotus 109    | Mugen Honda MF-351 HD 3,5 V10 | -                                    | -                                    | -                                    | -                                    | -                                    | -                                    | -                                    | -                                    | -                                    | -                                    | -                                    | -                                    | -                                    | 18                                   | -                                    | -                                    | 4    | 18   |